# Rivalidad entre Club Deportivo Guadalajara y Club Deportivo Nacional
La Rivalidad entre el Club Deportivo Guadalajara y el Club Deportivo Nacional, fue una de las más fuertes entre dos de los equipos más populares de Guadalajara en la época amateur. El primer enfrentamiento se dio el 14 de enero de 1923 en el campo de «El Paradero», terminando con un marcador de 3-1 a favor del Guadalajara, quien venía ser campeón la temporada anterior, mientras que el Nacional recién había conseguido su ascenso a la primera fuerza del fútbol jalisciense.
Durante mucho tiempo esta rivalidad gozó de gran popularidad, especialmente en la década de los 1920s. Fue escenario de grandes duelos entre jugadores surgidos de dos de las mejores canteras Jaliscienses de la primera mitad del siglo XX.

## Historia

### Primer partido
Después del fin de la temporada 1919-20, la hegemonía que había impuesto el Atlas sobre los equipos del fútbol de Jalisco se acabaría, Guadalajara empezó a ganar y lograría un tetracampeonato. Durante este período, en la temporada 1922-23 asciende de la segunda fuerza un equipo del barrio de Mexicaltzingo, conocido antes como el Club Único, después llamado Nacional.
La primera ocasión en que se enfrentaron rojos y verdes en la primera fuerza, fue en la temporada 1922-23 en la que también tomaron parte Atlas, Veloz y Colón. El encuentro se disputó en la cuarta fecha del torneo, los carteles fijados para su publicidad lo anunciaban de la siguiente manera: "Fut-Bol Domingo 14 de enero de 1923, Campo Atlas (Paradero), Guadalajara (CAMPEÖN) vs Nacional (Amo de la Taquilla) ¡No falte usted! El boleto del tranvía le dará el derecho de entrada.".
El inmueble rojinegro fue insuficiente, por lo cual hubo invasión del público al terreno de juego, a lo que el señor árbitro Fedérico Collignon respondió retrazando el juego por más de un cuarto de hora. Acomodados ya los espectadores, los jugadores tomaron sus lugares y las alineaciones fueron las siguientes:
- Nacional: Alfonso Ávila, Lorenzo "La Yegua" Camarena, Rafael Fierro, Manuel Benavides, Juan Valencia, Simón García, Teófilo Zúliga, Miguel Alatorre, Juan Vázquez, Daniel Gómez y Alfonso Carranza.
- Guadalajara: Juan Rodríguez, Ángel Bolumar, Daniel Huerta, J. Jesús Arias, J. Jesús Aceves, Juan Billón, Anastasio Prieto, Gerónimo Prieto, Antonio Villalvazo, Ignacio de la Peña e Higinio Huerta.

En esa ocasión el Club Deportivo Guadalajara ganó por marcador de tres goles a uno. Por el Guadalajara anotaron "El Perico" Huerta, Nacho de la Peña y Tacho Prieto, mientras que por el Nacional marcó el del honor Juanito Vázquez.

### El clásico más violento
Cuando agonizaba el año de 1923, se jugó el tercer clásico en primera fuerza entre el Guadalajara y el Nacional. El encuentro se disputó en el Campo Guadalajara, ubicado en la colonia Reforma. Desde las 12 horas del día domingo 30 de diciembre de 1923 las taquillas fueron abiertas, mientras que el partido comenzó a las 14 horas.
El árbitro del encuentro fue el señor Camba. Por el Guadalajara alinearon C. Tirado en la portería, Daniel Huerta, Jesús Arias, Juan Billón, Jesús "Chato" Aceves, E. Pellat, J. Asterio Díaz, Anastasio "Médico" Prieto, Higinio "Perico" Huerta, Antonio Villalvazo y Figueroa. Por el Nacional salieron Alfonso Ávila, Rafael Fierros, Lorenzo "Yegua" Camarena, Manuel Benavides, Juan Valencia, Simón García, Teófilo Zúñiga, Miguel Alatorre, Hilario "Moco" López, Daniel Gómez y Juan Vázquez.
La primera parte es totalmente dominada por el Nacional y se ubica al frente del marcador por 3 goles a 0, para la segunda mitad el Guadalajara reacciona y lograría el empate a tres tantos.
El partido se siguió desarrollando pero después de una decisión arbitral, una pelea entre aficiones se desató, golpeándose en las tribunas e invadiendo la cancha. Después de unos minutos el partido se reanudó y con gol de último minuto el Nacional se alzó con la victoria.

### Repartición de campeonatos
En la temporada 1924-25 el Guadalajara y el Nacional llegaron a la recta final del torneo muy cercanos en puntos, al final el Guadalajara se alzaría con la Copa después de que se marcó un penal en su último encuentro de la liga, acto que causó gran molestia entre los jugadores del Nacional, los cuales se coronoran campeones la siguiente temporada, repitiendo un año después llegando al bicampeonato del fútbol jalisciense. 
A partir de ese momento y hasta finales de la década de 1930, la liga en Jalisco fue ganada únicamente por estos dos equipos, con excepción de la temporada 1935-36.

### Fútbol profesional
Cuando el Nacional fue relegado y no considerado para formar parte de la nueva Liga Mayor, decidió unirse al CISMA de Jalisco y formar una nueva liga, mientras que Guadalajara junto con Atlas iniciaron su participación en la liga profesional en 1943.
Tiempo después, en 1951 el Nacional logra ingresar a la segunda división gracias a la buena administración de Antonio Casillas, logrando el ascenso a primera al coronarse campeón de la temporada 1960-61.
Permaneció hasta 1965 en el máximo circuito, sin embargo después de varios malos resultados el equipo perdería la categoría hasta llegar a la tercera división donde actualmente se encuentra, es por esta razón que la historia de éstos clásicos únicamente se puede seguir escribiendo en partidos de las fuerzas básicas.